# Îles du Roi Georges
Pour les articles homonymes, voir Île du Roi-George.
Les îles du Roi Georges sont un groupe d'îles françaises au nord-est des îles Tuamotu, en Polynésie française. Il comprend quatre atolls, Ahe, Manihi, Takapoto et Takaroa, et une île inhabitée, Tikei.

## Géographie
Les îles du Roi Georges sont situés au nord des îles Tuamotu entre Tahiti et les Îles Marquises. 110 km séparent les 2 îles occidentales (Ahe et Manihi) des 2 îles orientales (Takapoto et Takaora).
Ces 2 groupes d'îles constituent deux communes : Manihi et Takaroa.

## Histoire
La première mention de ces atolls est faite par les explorateurs néerlandais Jacob Le Maire et Willem Schouten en 1616 qui les appellent les « Îles sans fond » en raison de leur impossibilité à ancrer leurs navires. Le nom actuel du groupe d'îles fut donné par l'explorateur anglais John Byron qui aborde Takapoto et Takaroa en juin 1765 et les dénomme d'après le roi du Royaume-Uni, George III.